# Новая Сахарна
Новая Сахарна, Сахарна Ноуэ (рум. Saharna Nouă) — село в Резинском районе Молдавии. Является административным центром коммуны Новая Сахарна, включающей также сёла Бучушка и Сахарна.

## География
Село расположено на высоте 204 метра над уровнем моря.

## Население
По данным переписи населения 2004 года, в селе Сахарна Ноуэ проживает 964 человека (467 мужчин, 497 женщин).
Этнический состав села:
| Национальность | Число жителей | Процентный состав |
| -------------- | ------------- | ----------------- |
| молдаване      | 952           | 98,76             |
| украинцы       | 7             | 0,73              |
| русские        | 4             | 0,41              |
| румыны         | 1             | 0,1               |
| Всего          | 964           | 100 %             |